# Обарање F-16 код Накучана
Обарање F-16 код Карловчића представља догађај од 2. маја 1999. године, када је током НАТО агресије на СР Југославију, оборен авион F-16 од стране 250. ракетне бригаде РВ и ПВО Војске Југославије.

## Обарање авиона
Дана 2. маја 1999. године, из ваздухопловне базе Авијано је полетела борбена група састављена од четири авиона F-16 из састава 555. ловачке ескадриле Америчког ратног ваздухопловства. На челу групе се налазио потпуковник Дејвид Голдфејн. Авиони су били опремљени радарским мамцима који су сигналима збуњивали противваздушну одбрану.
У једном тренутку, авион којим је управљао Голфејн се издвојио од групе. То су вешто искористили припадници 3. дивизиона 250. ракетне бригаде РВ и ПВО Војске Југославије. Руковалац гађања мајор Бошко Дотлић је успео да са послугом ракетног система С-125 Нева уочи циљ. Официр за вођење ракете потпуковник Тиосав Јанковић је приметио да се циљ јасно види, што га је навело да помисли како је реч о мамцу, па је ракету коју су назвали „Наталија” усмерио на други одраз на радару. Испалили су ракету у 02.08 часова и након неколико секунди чули две експлозије.
Погођени авион је почео нагло да пада, а претворио се и у ватрену куглу код села Варна близу Шапца. Пилот потпуковник Голдфејн је успео да се катапултира у последњем тренутку. Падобраном се спустио у атар села Синошевић, док је његов авион пао у шуми Ждраловац у селу Накучани. Спасилачка мисија је дошла два сата касније и отворила ватру према локалном становништву, али нико није повређен. Голдфејн је извучен око 04.40 часова и пребачен у базу у Тузли, а потом у Авијану.

## Судбина учесника
Оборени пилот потпуковник Дејвид Голдфејн је 17. августа 2015. године, унапређен у чин генерала са четири звездице. Од 1. јула 2016. до 9. јуна 2020. године је обављао дужност начелника штаба Америчког ратног ваздухопловства.
Официр за навођење ракете Тиосав Јанковић је фебруара 2018. године именован за команданта 250. ракетне бригаде. Унапређен у чин бригадног генерала 2019. године. Од 2024. године је заменик начелника Генералштаба.